# Business as Usual (album d'EPMD)
Pour les articles homonymes, voir Business as Usual.
Albums de EPMD
Unfinished Business
(1989) Business Never Personal
(1992)
Singles
1. Gold Digger
Sortie : 1er août 1989
2. Rampage
Sortie : 15 novembre 1990
3. Give the People
Sortie : 13 juin 1991

Business as Usual est le troisième album studio d'EPMD, sorti le 18 décembre 1990.
L'album s'est classé 1er au Top R&B/Hip-Hop Albums et 36e au Billboard 200 et a été certifié disque d'or par la Recording Industry Association of America (RIAA) le 7 mai 1991.
Business as Usual marque les débuts du rappeur Redman qui participe aux titres Hardcore et Brothers on My Jock.

## Liste des titres
| No  | Titre                                  | Contient un (des) sample(s) de | Durée |
| --- | -------------------------------------- | --- | ----- |
| 1.  | I'm Mad                                | Laid It des Ohio Players Let's Take It to the Stage de Funkadelic The Lovomaniacs de Boobie Knight & the Universal Lady Funky Drummer de James Brown The Payback de James Brown Paul Revere des Beastie Boys Fame de David Bowie Come Into My House de Queen Latifah Strictly Business d'EPMD Hot Pants de James Brown | 3:41  |
| 2.  | Hardcore (featuring Redman)            | (Don't Worry) if There's a Hell Below, We're All Going to Go de Curtis Mayfield Pride and Vanity des Ohio Players Strictly Snappin' Necks d'EPMD So Wat Cha Sayin' d'EPMD | 4:31  |
| 3.  | Rampage (featuring LL Cool J)          | Tramp de Lowell Fulson Lord of the Golden Baboon de Mandrill Window Raisin' Granny de Gladys Knight & the Pips Still Good - Still Like It du B.T. Express The Symphony de Marley Marl et Big Daddy Kane featuring Masta Ace, Craig G et Kool G Rap | 3:51  |
| 4.  | Manslaughter                           | Strange Games & Things du Love Unlimited Orchestra Strictly Snappin' Necks d'EPMD | 4:38  |
| 5.  | Jane 3                                 | Papa Was Too de Joe Tex Jane II d'EPMD Get on the Good Foot de James Brown You're a Customer d'EPMD Raw (Remix) de Big Daddy Kane | 2:36  |
| 6.  | For My People                          | You Can't Love Me if You Don't Respect Me de Lyn Collins UFO d'ESG | 3:03  |
| 7.  | Mr. Bozack                             | Take Some...Leave Some de James Brown The Payback de James Brown Synthetic Substitution de Melvin Bliss Extrait du film L'Exorciste | 2:45  |
| 8.  | Gold Digger                            | (Not Just) Knee Deep de Funkadelic I'll Do Anything for You de Denroy Morgan It's a New Day de James Brown A Fly Girl des Boogie Boys My Thang de James Brown Get Up, Get Into It, Get Involved de James Brown Think (About It) de Lyn Collins | 5:11  |
| 9.  | Give the People                        | Give the People What They Want des O'Jays I Don't Know What This World Is Coming To des Soul Children featuring Jesse Jackson Impeach the President des Honey Drippers Mona Lisa de Slick Rick Fight the Power de Public Enemy Bring the Noise de Public Enemy | 3:36  |
| 10. | Rap Is Outta Control                   | I Bet You de Funkadelic State of the Union (February 18, 1981) de Ronald Reagan Make Me a Believer de Luther Vandross So Wat Cha Sayin' d'EPMD | 3:09  |
| 11. | Brothers on My Jock (featuring Redman) | Nautilus de Bob James Say It Loud, I'm Black and I'm Proud de James Brown So Wat Cha Sayin' d'EPMD Do the Funky Penguin (Part 2) de Rufus Thomas | 4:07  |
| 12. | Underground                            | Hydra de Grover Washington, Jr. Keep on Truckin' d'Eddie Kendricks Funky Man de Kool & the Gang | 3:30  |
| 13. | Hit Squad Heist                        | Hot Pants de James Brown Fly Like an Eagle du Steve Miller Band Bustin' Loose de Chuck Brown and The Soul Searchers Jailhouse Scene (extrait du film Young Guns 2) | 3:34  |
| 14. | Funky Piano                            | I'll Play the Blues for You d'Albert King Shortage of White People de Richard Pryor Funky Drummer de James Brown Please Listen to My Demo d'EPMD Jam Master Jay de Run–D.M.C. Internationally Known de Grandmaster Melle Mel and The Furious Five Public Enemy No. 1 de Public Enemy Timebomb de Public Enemy Step Off de Grandmaster Melle Mel and The Furious Five So Wat Cha Sayin' d'EPMD Pump Me Up de Trouble Funk La Di Da Di de Doug E. Fresh et Slick Rick Human Beat Box des Fat Boys Beauty and the Beat de Salt-N-Pepa | 4:26  |